# Branislav Đekić
Branislav Đekić (in serbo Бранислав Ђекић?; Ćuprija, 12 agosto 1991) è un cestista serbo.

## Palmarès
- Campionato serbo: 3

Partizan Belgrado: 2009-10, 2011-12, 2012-13
- Coppa di Serbia: 2

Partizan Belgrado: 2010, 2012
- Lega Adriatica: 2

Partizan Belgrado: 2009-10, 2012-13